# 1908 Побєда
1908 Побєда (1908 Pobeda) — астероїд головного поясу, відкритий 11 вересня 1972 року.
Тіссеранів параметр щодо Юпітера — 3,285.